# Radio (The Corrs)
Radio is een nummer geschreven door Sharon Corr van en voor The Corrs. Het werd eerst in thuisland Ierland uitgebracht op single in oktober 1999 en is afkomstig van het album Unplugged, dat op 12 november dat jaar uitkwam. Op 29 november dat jaar werd het nummer in Europa, Australië, Nieuw-Zeeland, de VS en Canada op single uitgebracht.
Het nummer was eigenlijk oorspronkelijk bedoeld voor hun voorafgaande album, Talk on corners, maar was niet op tijd af. Een 'elektrische' versie ervan verscheen op hun volgende album, In Blue.

## Achtergrond
De single bereikte de top 20 in het Verenigd Koninkrijk, thuisland Ierland en Nieuw-Zeeland. In Duitsland werd de 64e positie behaald,  Zwitserland de 52e en in de Eurochart Hot 100 de 65e positie.
In Nederland werd de single veel gedraaid op de landelijke radiozenders en werd een radiohit. De single bereikte de 24e positie in de Nederlandse Top 40 op Radio 538 en de  57e positie in de publieke hitlijst; de Mega Top 100 op Radio 3FM.
In België bereikte de single géén notering in zowel beide Vlaamse hitlijsten als de Waalse hitlijst.

## Track listing
1. "Radio (Radio Edit)" - 4:15
2. "Dreams" - 3:43
3. "Radio" - 5:00

## Videoclip
De videoclip van "Radio" bestaat uit de "Unplugged"sessie van MTV. In Nederland werd de clip destijds op televisie uitgezonden door de muziek zender TMF en door BNN op Nederland 2 in de Nederlandse versie van Top of the Pops.

## Hitnoteringen

### Nederlandse Top 40
| Hitnotering: 12-02-2000 t/m 11-03-2000 | Hitnotering: 12-02-2000 t/m 11-03-2000 | Hitnotering: 12-02-2000 t/m 11-03-2000 | Hitnotering: 12-02-2000 t/m 11-03-2000 | Hitnotering: 12-02-2000 t/m 11-03-2000 | Hitnotering: 12-02-2000 t/m 11-03-2000 | Hitnotering: 12-02-2000 t/m 11-03-2000 |
| Week:                                  | 1                                      | 2                                      | 3                                      | 4                                      | 5                                      |                                        |
| -------------------------------------- | -------------------------------------- | -------------------------------------- | -------------------------------------- | -------------------------------------- | -------------------------------------- | -------------------------------------- |
| Positie:                               | 36                                     | 27                                     | 34                                     | 24                                     | 24                                     | uit                                    |

### Mega Top 100
| Hitnotering: (Week 1 t/m 3) 18-12-1999 t/m 08-01-2000 Hitnotering (Week 4 t/m 22) 05-02-2000 t/m 10-06-2000 | Hitnotering: (Week 1 t/m 3) 18-12-1999 t/m 08-01-2000 Hitnotering (Week 4 t/m 22) 05-02-2000 t/m 10-06-2000 | Hitnotering: (Week 1 t/m 3) 18-12-1999 t/m 08-01-2000 Hitnotering (Week 4 t/m 22) 05-02-2000 t/m 10-06-2000 | Hitnotering: (Week 1 t/m 3) 18-12-1999 t/m 08-01-2000 Hitnotering (Week 4 t/m 22) 05-02-2000 t/m 10-06-2000 | Hitnotering: (Week 1 t/m 3) 18-12-1999 t/m 08-01-2000 Hitnotering (Week 4 t/m 22) 05-02-2000 t/m 10-06-2000 | Hitnotering: (Week 1 t/m 3) 18-12-1999 t/m 08-01-2000 Hitnotering (Week 4 t/m 22) 05-02-2000 t/m 10-06-2000 | Hitnotering: (Week 1 t/m 3) 18-12-1999 t/m 08-01-2000 Hitnotering (Week 4 t/m 22) 05-02-2000 t/m 10-06-2000 | Hitnotering: (Week 1 t/m 3) 18-12-1999 t/m 08-01-2000 Hitnotering (Week 4 t/m 22) 05-02-2000 t/m 10-06-2000 | Hitnotering: (Week 1 t/m 3) 18-12-1999 t/m 08-01-2000 Hitnotering (Week 4 t/m 22) 05-02-2000 t/m 10-06-2000 | Hitnotering: (Week 1 t/m 3) 18-12-1999 t/m 08-01-2000 Hitnotering (Week 4 t/m 22) 05-02-2000 t/m 10-06-2000 | Hitnotering: (Week 1 t/m 3) 18-12-1999 t/m 08-01-2000 Hitnotering (Week 4 t/m 22) 05-02-2000 t/m 10-06-2000 | Hitnotering: (Week 1 t/m 3) 18-12-1999 t/m 08-01-2000 Hitnotering (Week 4 t/m 22) 05-02-2000 t/m 10-06-2000 | Hitnotering: (Week 1 t/m 3) 18-12-1999 t/m 08-01-2000 Hitnotering (Week 4 t/m 22) 05-02-2000 t/m 10-06-2000 |
| Week: | 1 | 2 | 3 | | 4 | 5 | 6 | 7 | 8 | 9 | 10 | 11 |
| --- | --- | --- | --- | --- | --- | --- | --- | --- | --- | --- | --- | --- |
| Positie: | 99 | 93 | 99 | uit | 81 | 63 | 58 | 57 | 58 | 60 | 66 | 65 |
| Week: | 12 | 13 | 14 | 15 | 16 | 17 | 18 | 19 | 20 | 21 | 22 | |
| Positie: | 69 | 75 | 76 | 84 | 89 | 95 | 89 | 90 | 89 | 97 | 98 | uit |

### NPO Radio 2 Top 2000
| Nummer met noteringen in de NPO Radio 2 Top 2000 | '03 | '04 | '05 | '06  | '07  | '08 | '09  | '10  | '11 | '12  | '13  |
| ------------------------------------------------ | --- | --- | --- | ---- | ---- | --- | ---- | ---- | --- | ---- | ---- |
| Radio                                            | 470 | 628 | 682 | 1166 | 1349 | 935 | 1666 | 1970 | -   | 1705 | 1950 |

1. ↑  Een '-' betekent dat het nummer niet was genoteerd en een vetgedrukt getal geeft de hoogste notering aan.
2. ↑  2003 was het eerste jaar met een notering voor dit nummer.
3. ↑  Deze tabel is bijgewerkt tot en met de laatste editie (2024).